# 아이티 백인
아이티 백인은 아이티에 사는 백인을 말하며 대부분 프랑스령 생도맹그 시절에 건너온 이들의 후손을 일컫는다.

## 아이티 혁명
1789년 기준 생도맹그 인구는 백인 4만 명 물라토 28,000명과 노예 452,000명이었다. 백인은 생도맹그 인구의 8%였지만 70%의 부와 75%의 노예를 소유했다. 물라토는 생도맹그 인구의 5%였지만 30%의 부를 차지했다. 노예 인구 비중은 87%였다.
이런 상황에서 프랑스 혁명이 시작했을 때 그 이념이 생도맹그에도 퍼졌다. 장자크 드살린을 비롯한 흑인들은 백인 지배자들에 저항하기 시작하고 프랑스인들에 대한 제노사이드를 시작했다. 1791년 천 명 이상이 죽었다. 살아남기 위해 백인들은 생도맹그를 떠났다. 부유층은 프랑스, 프랑스령 루이지애나 등으로 갔지만 일반 백인들은 히스파니올라섬 서부, 쿠바, 푸에르토리코로 갔다.
대부분의 프랑스인들은 아이티 혁명 도중 죽거나 생도맹그를 떠났고 살아남은 이들은 1804년 아이티 학살 때 희생됐지만 의사, 교사, 기술자 등 신생국 발전에 도움이 될 만한 이들 몇몇은 살아남았다. 1915년 미국 점령 이전 백인들이 아이티 국적을 취득하는 것은 어려웠지만 아이티 혁명에 기여했던 독일, 폴란드 그리고 일부 프랑스계는 예외였다. 백인들은 현지인과 결혼하지 않으면 국적을 취득할 수 없었다.

## 현재
오늘날 아이티 백인의 대부분은 학살에서 살아남은 자들의 후손이다. 2013년 현재 순수 유럽계 후손은 아이티에서 소수다. 백인과 물라토 혼혈은 인구의 5%를 차지하는데 대략 50만 명 정도다. 아이티에서 태어난 외국인은 아이티 국적 자동 취득이 불가능하다. 프랑스계 외에 독일, 폴란드, 이탈리아, 네덜란드, 북미, 레바논계가 있다. 대부분의 아이티 백인들은 포르토프랭스 도시권에 산다.
독립 이래의 헌법에 의하면 모든 인종이 평등하지만 모든 시민은 흑인으로 규정된다. 크레올 ‘nèg’는 검은 색을 뜻하는 프랑스어 ‘negre’에서 유래했음에도 불구하고 사람을 뜻하는 표현으로 쓰인다. 백인은 ‘nèg blan’, 흑인은 nèg nwa로 불리지만 인종주의적 의미는 없다.

## 같이 보기
- 프랑스계 아이티인